# Sisakos pipra
A sisakos pipra (Antilophia galeata) a madarak osztályának verébalakúak (Passeriformes) rendjébe és a piprafélék (Pipridae) családjába tartozó  faj.

## Rendszerezése
A fajt Martin Hinrich Carl Lichtenstein német zoológus írta le 1823-ban, a Pipra nembe Pipra galeata néven. Egyes szervezetek a Chiroxiphia nembe sorolják Chiroxiphia galeata néven.

## Előfordulása
Bolívia, Brazília és Paraguay területén honos. Természetes élőhelyei a szubtrópusi és trópusi síkvidéki esőerdők, lombhullató erdők és mocsári erdők. Állandó, nem vonuló faj.

## Megjelenése
Átlagos testhossza 15 centiméter, testtömege 18–26,5 gramm. A hím tollazata fekete, sisakja, feje teteje és tarkója piros színű. A tojó tollazata olívzöld színű. A farok tollai viszonylag hosszúak és keskenyek.
|  |  |

## Életmódja
Gyümölcsökkel és rovarokkal táplálkozik.